# Gilles Gravoille
Gilles Gravoille, né le 13 novembre 1914 à Nantes et mort le 28 mars 1991 à Savenay, est un homme politique français. Membre du parti communiste, il a été député de la Loire-Atlantique de 1951 à 1958.

## Biographie
Fils d'un employé du gaz à Nantes, Gilles Gravoille effectue des études primaires supérieures qui le mènent à la profession d'aide-comptable. Il est ensuite ouvrier fraiseur à l'usine de la société des Batignolles de Nantes (construction de locomotives). Il milite aux Jeunesses communistes dès l'âge de seize ans dans son département natal de Loire-Inférieure.
Mobilisé en 1939, puis démobilisé en 1940, il s'engage dans l'action résistante contre les allemands. En octobre 1942, il est arrêté, puis il est déporté au camp de concentration de Mauthausen, dont il est libéré en 1945.
Il reprend alors ses activités politiques et devient premier responsable du Parti communiste français en Loire-Inférieure. Il est également secrétaire du comité d’entreprise de l'usine des Batignolles de Nantes. Aux élections législatives de 1951 il est désigné pour conduire la liste communiste, à la place du député sortant Henri Gouge. Il est élu, et réélu en 1956. Entre-temps il est aussi élu conseiller municipal de Nantes. Battu lors des élections législatives de 1958, il se présente à de nombreuses élections sous la Ve République sans succès.

## Mandats électoraux
- Député de la Loire-Atlantique : élu le 17 juin 1951, réélu le 2 janvier 1956.
- Conseiller municipal de Nantes[2] : 1953 - 1965